# Henia crinita
Henia crinita är en mångfotingart som beskrevs av Carl Graf Attems 1903. Henia crinita ingår i släktet Henia och familjen Dignathodontidae.
Artens utbredningsområde är:
- Italien.
- Rumänien.
- Bosnien.
- Slovenien.

Inga underarter finns listade i Catalogue of Life.